# Tuni
Antoni Lluís Adrover Colom dit Tuni est un footballeur espagnol né le 14 juin 1982 à Sóller, qui évolue au poste de milieu latéral ou d'ailier.

## Palmarès

### Club
- RCD Majorque
  - Vainqueur de la Coupe d'Espagne : 2003